# Grotesque (2009)
Grotesque (jap. グロテスク, Gurotesuku) ist ein japanischer Horror- bzw. Splatterfilm von 2009. Regie führte Kōji Shiraishi, der auch das Drehbuch schrieb.

## Handlung
Als Aki mit ihrem Begleiter Kazuo durch eine Art Tunnel geht, steigt ein Unbekannter aus seinem Wagen und schlägt ihnen mit einem Hammer auf den Kopf. Der Mann, der die beiden bewusstlos schlug, ist der Doktor, dessen Name nicht genannt wird. Aki und Kazuo wachen in einem Kellerraum auf und sind auf einer Art verstellbarem Tisch gefesselt und geknebelt. Nach wilden Versuchen sich loszureißen wird Kazuo von dem Doktor mit einem Spieß in den Rachen und anschließend in die Körperseite gestochen. Als der Peiniger ihn noch in die Wunde an der Körperseite fasst, muss sich Kazuo trotz Knebel übergeben. Es folgt eine Rückblende in der gezeigt wird, wie Aki und Kazuo als Arbeitskollegen ein Rendezvous haben und anschließend im Tunnel aus der Anfangsszene von dem Doktor überwältigt werden. Nach der Rückblende kommt der Doktor, der wahrscheinlich zuvor kurz gegangen ist, in den Keller, schaltet klassische Musik an und macht es sich bequem. Darauf kündigt er den beiden den Tod an, verspricht jedoch: wenn sie es schaffen den Doktor  mit ihren Überlebenswillen zu erregen, lässt er die Opfer frei. Es folgt, dass der Peiniger die beiden um den Intimbereich herum entblößt und bei Aki den BH durchschneidet. Im Anschluss vergreift der Doktor sich an den Geschlechtsteilen von Aki und Kazuo, bis sie zum Höhepunkt kommen. Anschließend nimmt der Doktor den beiden die Knebel ab und sagt, dass sie nur auf seine Fragen antworten dürfen. Kazuo redet trotzdem, wird gequält und er und Aki bekommen Chloroform auf die Nase gedrückt. Später wachen sie in einer waagerechten Position auf und der Doktor sägt die Finger von Kazuos Händen ab, fädelt sie auf einen Draht und bindet es Aki als Kette und – wie der Doktor sagt – als „Geschenk von Kazuo“ um den Hals. Dann macht der Peiniger das Gleiche mit Aki. Als er die Finger der anderen absägen will, spricht Aki kurz und sie wird vom Doktor bestraft, indem er ihre Brustwarzen und ihren rechten Arm abschneidet. Danach bekommt Aki auch eine Kette mit den Fingern von Kazuo. Die Folter setzt fort, indem der Doktor Kazuo ein Auge aussticht, Kazuo Nägel durch die Hoden geschlagen und seinen Penis abgeschnitten bekommt. Als der Doktor Letzteres getan hat, sagt er, dass er zur Erregung gebracht wurde. Kurz darauf befinden sich Aki und Kazuo in einem Krankenhauszimmer im Keller des Doktors. Als dieser den Raum betritt, verspricht er seinen Opfern als Dank, sich um sie zu kümmern und sie freizulassen. Das geschieht auch kurz, aber später sind die verstümmelten Opfer wieder gefesselt und die Qual setzt fort, indem der Doktor Kazuos Darm durch einen Schnitt nahe dem After herausholt, auf einen Haken aufhängt und Kazuo befiehlt, zu Aki zu laufen, welche ihm nicht weit gefesselt gegenübersteht. Als er dies mit Mühe bewältigt, soll er, als Teil der Aufgabe, eine Schere nehmen und Aki losschneiden. Dies gelingt ihm nicht ganz und er fällt scheinbar tot zu Boden. Aki soll nun auch getötet werden, jedoch wirft Aki ihrem Peiniger Beleidigungen an den Kopf. Darauf sägt der Doktor ihr in den Bauch und hackt ihr den Kopf mit einer Axt ab. Als der gerade abgehackte Kopf in die Luft fliegt und zu Boden fallen will, beißt Akis Kopf den Doktor in den Hals. Dieser fällt zu Boden und der fast tote Kazuo sticht ihm mit einem spitzen Gegenstand in die Wunde. In der Endszene sieht man den Doktor an den Gräbern von Aki und Kazuo. Anschließend sieht man ihn, wie er einer Frau auflauert.

## Reaktionen
Der Film ist vor allem für seine Brutalität kritisiert worden. In Deutschland wurde er auf Liste B indiziert, in Großbritannien wurde ihm die Freigabe verweigert, damit darf er dort nicht veröffentlicht werden.